# 5-Why-Methode
Die 5-Why-Methode, auch 5-W-Methode oder kurz 5 Why beziehungsweise 5W genannt, ist eine Methode im Bereich des Qualitätsmanagements zur Ursache-Wirkung-Bestimmung. Ziel dieser Anwendung der fünf „Warum?“-Fragen ist es, eine Ursache für einen Defekt oder ein Problem zu bestimmen.
Die Anzahl der Nachfragen ist nicht auf fünf begrenzt, diese Zahl ist symbolisch zu verstehen. Wichtig ist, dass so lange nachgehakt wird, bis der fehlerverursachende Prozessschritt eindeutig identifiziert und nicht mehr weiter aufteilbar ist. Dies lässt sich z. B. überprüfen, indem der Kausalzusammenhang umgekehrt formuliert wird. Toyoda Sakichi gilt als Erfinder dieser Methode.

## Beispiel
Problemstellung: Das Fahrzeug startet nicht.
1. Warum startet das Fahrzeug nicht?
Die Starterbatterie ist leer.
2. Warum ist die Starterbatterie leer?
Die Lichtmaschine funktioniert nicht.
3. Warum funktioniert die Lichtmaschine nicht?
Der Keilriemen ist gerissen.
4. Warum ist der Keilriemen gerissen?
Der Keilriemen wurde nie ausgewechselt.
5. Warum wurde der Keilriemen nie ausgewechselt?
Das Fahrzeug wurde bisher nie gewartet.
6. Warum wurde das Fahrzeug nie gewartet?
Ein Wartungsintervall wurde nicht vorgeschrieben.